# Porządek zupełny
Porządek zupełny – własność porządków częściowych postulująca istnienie kresów. W literaturze matematycznej istnieje kilka definicji tego pojęcia różniących się szczegółami technicznymi zależnymi od kontekstu matematycznego. 

## Zupełność porządków liniowych
W teorii mnogości pojęcie zupełności rozważa się zwykle dla porządków liniowych. Własność ta stwierdza, że żaden przekrój Dedekinda w danym porządku nie wyznacza "luki" i była ona wprowadzona przez Richarda Dedekinda w 1872. Z tego powodu czasami mówi się o porządkach zupełnych w sensie Dedekinda.
Niech {\displaystyle (X,\leqslant )} będzie porządkiem liniowym. Powiemy, że porządek {\displaystyle (X,\leqslant )} jest zupełny jeśli każdy niepusty ograniczony z góry podzbiór {\displaystyle Y\subseteq X} ma kres górny. Równoważnie, porządek liniowy  {\displaystyle (X,\leqslant )} jest zupełny jeśli każdy jego niepusty  podzbiór ograniczony z dołu ma kres dolny.

## Kraty zupełne
Krata jest  zupełna jeśli, kiedy rozważamy ją jako zbiór częściowo uporządkowany, każdy jej podzbiór ma kres górny oraz kres dolny. 
Niektórzy autorzy formułują tę definicję dla porządków częściowych, określając porządki zupełne jako takie, w których każdy podzbiór ma oba (górny i dolny) kresy.  Porządek zupełny jest wtedy tym samym co krata zupełna.

## Zupełność posetów
W teorii porządków częściowych rozważa się następującą definicję zupełności motywowaną zastosowaniami w teoretycznej informatyce.
Niech {\displaystyle (X,\leqslant )} będzie porządkiem częściowym.
- Niepusty podzbiór {\displaystyle Y\subseteq X} jest skierowany jeśli każde dwa elementy zbioru {\displaystyle Y} mają wspólne ograniczenie górne w tym zbiorze.
- Powiemy, że porządek {\displaystyle (X,\leqslant )} jest zupełny jeśli ma on element najmniejszy oraz każdy podzbiór skierowany ma kres górny.